# Falsomesosella robusta
Falsomesosella robusta là một loài bọ cánh cứng trong họ Cerambycidae.